# Hans-Peter Seidel
Hans-Peter Seidel (* 24. April 1958 in Stuttgart) ist ein deutscher Professor für Informatik. Er ist seit 1999 Direktor am Max-Planck-Institut für Informatik und Professor an der Universität des Saarlandes in Saarbrücken sowie Träger des Gottfried-Wilhelm-Leibniz-Preises 2003.

## Werdegang
Nach einem Studium der Mathematik und Physik an der Universität Tübingen als Stipendiat der Studienstiftung des deutschen Volkes und einem einjährigen Aufenthalt an der University of California, Berkeley, promovierte Seidel 1987 im Fach Mathematik an der Universität Tübingen. 1989 schloss er seine Habilitation im Bereich der Informatik ab. Es folgten zwei Jahre als „Assistant Professor“ an der University of Waterloo, Kanada. 1992 wurde er Inhaber des neu geschaffenen Lehrstuhls für Graphische Datenverarbeitung der Universität Erlangen-Nürnberg.
Sein Forschungsschwerpunkt liegt auf der Computergrafik, insbesondere im Bereich von 3D-Modellen und ihren Algorithmen. Er war u. a. Sprecher des im Rahmen der Exzellenzinitiative geförderten Exzellenzclusters „Multimodal Computing and Interaction“ (2007–2019) und Co-Director des in Zusammenarbeit mit der Stanford University eingerichteten „Max Planck Center for Visual Computing and Communication“ (2003–2020).
Der Saarland Informatics Campus (SIC) der Universität des Saarlandes würdigte Seidel anlässlich einer Preisverleihung 2022 so:
"Die Arbeiten von Hans-Peter Seidel zählen zu den meist zitierten der Computergrafik: Dadurch haben sie einen hohen Stellenwert innerhalb des Forschungsfeldes und zahlreiche weitere wissenschaftliche Arbeiten beeinflusst. Auch in der Ausbildung wissenschaftlichen Nachwuchses ist Professor Seidel sehr erfolgreich, mehr als 70 ehemalige Mitglieder seiner Arbeitsgruppe wurden inzwischen auf Professuren im In- und Ausland berufen."

## Ehrungen
Anlässlich seines 50. Geburtstages wurde das neue Auditorium des Lehrstuhls für Graphische Datenverarbeitung in Erlangen nach ihm benannt. Es heißt nun „Hans-Peter-Seidel-Auditorium“.
Er erhielt u. a. folgende Auszeichnungen:
- 2003 Leibniz-Preis der Deutschen Forschungsgemeinschaft, höchste wissenschaftliche Auszeichnung in Deutschland.
- 2012 Eurographics Distinguished Career Awards
- 2012 Mitglied der Academia Europaea.[4]
- 2016 ACM Solid Modeling Pioneer Distinction
- 2017 Eurographics Gold Medal
- 2022 Mitglied der ACM SIGGRAPH Academy der Association for Computing Machinery (ACM)